# 前意识
前意识（英語：Preconscious）指无意识中可召回的部分，人们能够回忆起来的经验。它是无意识和意识之间的中介环节。无意识很难或根本不能进入意识，前意识则可能进入意识，所以从前意识到意识尽管有界限，但没有不可逾越的鸿沟。前意识处于意识和无意识之间、担负着“稽察者”的任务，不准无意识的本能和欲望侵入意识之中。但是，当前意识丧失警惕时，有时被压抑的本能或欲望也会通过伪装而迂回地渗入意识。
意识，指心理的表面部分，是同外界接触直接感知到的稍纵即逝的心理现象。弗洛依德反对把意识和心理等同起来的观点，认为意识是人的心理活动中比较小而非主要的部分。意识服从于现实原则，调节着进入意识的各种印象，压抑着心理中那些原始的本能冲动和欲望。但是，意识同外部联系，与其同机体内部环境联系相比，既要受较多条件的限制，又距离比较远些，所以，不仅无意识系统，就是意识系统，归根到底，还是由先天的本能、抑而未发的欲望所决定的。
曾经成为意识关注的焦点、有关事情或事实或知识的记忆定义为前意识记忆。前意识每次只能集中于一件事；另一方面，前意识也不像意识一样具有主动控制信息的能力。